# Johannes Thienemann
Pour les articles homonymes, voir Thienemann.
 (novembre 2019).
Si vous disposez d'ouvrages ou d'articles de référence ou si vous connaissez des sites web de qualité traitant du thème abordé ici, merci de compléter l'article en donnant les références utiles à sa vérifiabilité et en les liant à la section « Notes et références ».
Johannes Thienemann est un ornithologue allemand, né le 12 novembre 1863 à Gangloffsömmern en province de Saxe et mort le 12 avril 1938 à Rybachy (en) en province de Prusse-Orientale.

## Biographie
Thienemann se consacre à l’étude des migrations d’oiseaux qui n’étaient pas encore clairement comprises à son époque. C’est lui qui, utilisant une technique mise au point par le Danois Hans Christian Cornelius Mortensen (1856-1921), entreprend le baguage systématique des oiseaux migrateurs. 
Surnommé le Vogelprofessor (professeur-oiseau), il installe en 1901 la première station d’observation ornithologique à Rossiten, en Prusse-Orientale, appelée Vogelwarte Rossitten (aujourd’hui Rybachy (en) en Russie). Cette station ornithologique, qui existe encore, acquiert une grande renommée grâce à ses publications signées par les meilleurs spécialistes de l’époque. Fermée en 1944, elle ouvre à nouveau ses portes en 1956. Plus tard, elle est prise en charge par l’Académie des sciences de Saint-Pétersbourg mais à cause du manque de moyen financier, toutes les subventions ont été suspendues. Actuellement les recherches sont maintenues essentiellement grâce à des dons et au financement de la fondation Heinz Sielmann.